# Eelen
Eelen of Elen is een buurtschap in de gemeente Hellendoorn, midden in de Nederlandse provincie Overijssel. De buurtschap telt, samen met het een kilometer noordelijk gelegen Rhaan, ongeveer 569 inwoners. De bebouwing bestaat voornamelijk uit (her- of verbouwde) boerderijen. De Jan Barbierschool aan de Ommerweg is een van de belangrijke gebouwen in de buurtschap.